# F album
《F album》은 KinKi Kids의 6번째 정규 음반이다. 2002년 12월 26일 발매. 최고순위는 2위이다. 이 앨범으로 데뷔부터 계속된 오리콘 주간 앨범 차트에서의 연속 1위 기록이 중단되었으며 KinKi Kids의 앨범으로서는 유일하게 오리콘 차트에서 1위를 하지 못한 앨범이다.

## 수록곡
1. ルーレットタウンの夏
작사: 谷中敦(타니나카 아츠시)　작곡・편곡: 清水昭男(시미즈 아키오)
2. solitude 〜真実のサヨナラ〜 (New Edit)
작사・작곡: K.Dino　편곡: ha-j
KinKi Kids의 15번째 싱글
작사・작곡한 K.Dino는 도모토 코이치
3. ライバル
작사・작곡・편곡: オオヤギヒロオ(오오야기 히로오)
4. 冬のペンギン
작사・작곡: 樋口了一(히구치 료이치)　편곡: 林部直樹(하야시베 나오키)
5. WINTER KILL
작사・작곡: 堂本剛(도모토 쯔요시)　편곡: 林部直樹(하야시베 나오키)/石塚知生(이시즈카 토모오)
도모토 쯔요시 솔로곡
6. ハルカナウタ
작사: 伊勢華子(이세 하나코)　작곡: 谷中たかし(타니니카 타카시)　편곡: 吉岡たく(요시오카 타쿠)
7. ひらひら
작사・작곡: 堂本剛(도모토 쯔요시)　편곡: ha-j&吉岡たく(요시오카 타쿠)
8. 月夜ノ物語
작사・작곡: 堂本光一(도모토 코이치)　편곡: ha-j&吉岡たく(요시오카 타쿠)
도모토 코이치 솔로곡. 코이치가 출연하는「SHOCK」에서도 불렀다
9. 愛のかたまり (Acoustic Version)
작사: 堂本剛(도모토 쯔요시)　작곡: 堂本光一(도모토 코이치)　편곡: 白井良明(시로이 요시로)
KinKi Kids의 13번째 싱글 커플링곡
10. Hey! みんな元気かい?
작사・작곡: YO-KING　편곡: F.L.P.
KinKi Kids의 13번째 싱글
도모토 쯔요시 주연 「ガッコの先生(학교의 선생)」(2001년) 주제가
11. テノヒラ
작사: 浅田信一(아사다 신이치)　작곡: オオヤギヒロオ(오오야기 히로오)　편곡: CHOKKAKU
12. カナシミ ブルー (New Mix)
작사・작곡: 堂島孝平(도지마 코헤이)　편곡: CHOKKAKU
KinKi Kids의 14번째 싱글